# William Borucki
William J. Borucki (Chicago, 1939) é um explorador espacial estadunidense. Trabalha no NASA Ames Research Center.

## Prêmios e condecorações
- 2015 Prêmio Shaw de Astronomia
- 2016 Prémio Bower de Realização em Ciência[2]